# میوب
میوب (انگلیسی: MYOB) شرکت فناوری اطلاعات استرالیایی است، که در سال ۱۹۹۱ تأسیس شد.